# Co-advertising
Co-advertising betreft het gezamenlijk adverteren van het product, zonder dat de samenwerking zo ver gaat dat gesproken kan worden van co-branding. Voorbeelden van co-advertising zijn retailers die een specifiek product van een merkartikelenfabrikant laten figureren in hun reclame.

## Redenen voor co-advertising
Doorgaans zijn er twee belangrijke redenen om gebruik te maken van co-advertising:
- de ene partij wil duidelijk maken dat het met de andere partij een activiteit onderneemt.
- de ene partij wil gebruikmaken van de inkoopcondities van de andere partij. De meeste grote merkartikelenfabrikanten die substantiële marketinguitgaven doen hebben kwantumkortingen bedongen bij de aanbieders van radio en televisiezendtijd. Het kan dan ook aantrekkelijk zijn voor beide partijen om gezamenlijk te adverteren en de mediazendtijd in te kopen namens de partij met de beste condities. Tot begin 2006 werd deze praktijk gedoogd door de meeste Nederlandse televisiezenders. Vanaf die tijd wordt meestal als aanvullende eis gesteld dat de reclame-uiting wel de look-and-feel heeft van de partij die de kwantumkortingen bedongen heeft. Feitelijk liepen de zenders door deze vorm van co-advertising omzet mis.
- Als uitvoering van ingrediënt-branding. De fabrikant van het ingrediënt betaalt dan mee aan de advertentie van het eindproduct.

## Voorbeelden
De meeste voorbeelden op de Nederlandse televisie zijn te vinden tussen een retailer en fabrikant, bijvoorbeeld:
- Nivea bij Kruidvat
- OMO bij Albert Heijn
- De Intel inside campagne, waarbij Intel tot 50% van advertentiekosten voor haar rekening nam[1].